# Happier Than Ever (canción)
«Happier Than Ever» —en español: «Más feliz que nunca»— es una canción interpretada por la cantante estadounidense Billie Eilish, lanzada como la decimoquinta pista en su álbum del mismo nombre, mismo que fue lanzado el 30 de julio de 2021 a través de Darkroom e Interscope Records. Eilish publicó una vista previa de la canción el 26 de abril del mismo año, junto con una.

## Trasfondo
La cantante estadounidense Billie Eilish lanzó «Therefore I Am» como el segundo sencillo de su segundo álbum de estudio, Happier Than Ever  en noviembre de 2020. Ella confirmó ese mes que se encontraba trabajando en el álbum y que tenía 16 pistas planeadas. Además citó la Pandemia de COVID-19 en los Estados Unidos como inspiración. La canción «Happier Than Ever» fue la primera usada en el filme documental Billie Eilish: The World's a Little Blurry, en donde reveló las primeras líneas de la canción:

«when I'm away from you, I'm happier than ever, wish I could explain it better. Wish it wasn't true»
«cuando estoy lejos de ti soy más feliz que nunca, ojalá pudiera explicarlo mejor. Desearía que no fuera cierto.»
Billie Eilish y FinneasO'Connell

 Eilish mencionó un nuevo lanzamiento musical en abril del 2021 a través de su cuenta de Instagram. Una semana más tarde, el 26 de abril, reveló un fragmento de la canción de 15 segundos, con imágenes en las que se muestra a la cantante sobre una silla y de espaldas a la cámara. La revista DIY describió este fragmento como «depojado, desnudo», especulando que sería «la bienvenida a una nueva era para Billie». NME confirmó que la canción sería el siguiente sencillo de la artista además de ser la pista epónima del segundo álbum de estudio de Eilish.
Al hablar de la canción, Eilish dijo:

[It was] probably the most therapeutic song I've ever written or recorded, like ever, ever, ever, 'cause I just screamed my lungs out and could barely talk afterwards, which was very satisfying to me somehow. I had wanted to get those screams out for a very long time and it was very nice too.
[Happier Than Ever] fue probablemente la canción más terapéutica que he escrito o grabado, como, siempre, siempre, siempre, porque simplemente grité todo lo que me permitieron mis pulmones y apenas podía hablar después de eso, lo cual fue muy satisfactorio por alguna razón. Yo había querido sacar esos gritos por mucho tiempo y fue muy agradable hacerlo.
Billie Eilish

## Recepción
Justin Curto de la revista Vulture escribió que «Happier Than Ever» se transforma «de una balada suavemente rasgueada a una monstruosa pieza abrasadora de Rock». David Smyth de la revista Evening Standard la nombró como «jazz y acústica de soul», mientras que Angie Martoccio de Rolling Stone la llamó «pop-punk catártico». Bianca Betancourt de Harper's Bazaar la describió como una «balada emocional».

## Video musical
El video musical fue lanzado el mismo día que la canción. En él, Eilish camina de un lado a otro en una habitación lujosa mientras canta la canción como si hablara por teléfono. A media canción, la el tono emocional cambia cuando Eilish abre la puerta de la habitación y ésta se inunda con agua proveniente del exterior. La escena termina de forma «catártica» con Eilish bailando en el techo de la casa, ahora inundada, mientras los cubre la lluvia.

## Posicionamiento en listas
| Chart (2021)                          | Peak position |
| ------------------------------------- | ------------- |
| Australia (ARIA)                      | 6             |
| Alemania (Offizielle Deutsche Charts) | 23            |
| Irlanda (IRMA)                        | 3             |
| Italia (FIMI)                         | 53            |
| Lituania (AGATA)                      | 8             |
| Países Bajos (Mega Single Top 100)    | 17            |
| Nueva Zelanda (Recorded Music NZ)     | 4             |
| Noruega (VG-lista)                    | 7             |
| Suecia (Sverigetopplistan)            | 16            |
| Reino Unido (UK Singles Chart)        | 6             |